# Ситалк
Ситалк (др.-греч. Σιτάλκης) — царь Одрисского государства во Фракии. Правил, предположительно, с 440-х годов до н. э. до 424 года до н. э.
Во время правления Ситалка Одрисское царство достигло пика своего могущества. Территория государства простиралась от Эгейского моря на юге до Дуная на севере, а также до Стримона на востоке. Античные источники представляют Ситалка грамотным и талантливым военачальником, храбрым воином, справедливым судьёй и искусным дипломатом. Он умело использовал противоречия в скифском царском роде, что позволило ему обезопасить северные границы своего государства. Также, он заключил союз с Афинами, что нашло отображение в трудах древнегреческих комедиографов.
Из всех многочисленных военных кампаний Ситалка, в античных источниках наиболее детально описано вторжение Ситалка в Македонию. Несмотря на громадное войско, которое насчитывало более ста тысяч воинов и всадников, Ситалк через месяц был вынужден покинуть территорию этой страны.

## Биография

### Происхождение. Начало правления
Ситалк был сыном царя Тереса, основателя Одрисского государства. Дата его рождения, а также воцарения неизвестны. Остаётся спорным даже вопрос о престолонаследии в Одрисском царстве. Согласно превалирующей точки зрения, Тересу наследовал сын или зять Спарадок, которого впоследствии сменил Ситалк. По одной из версий, царство было поделено между Спарадоком и Ситалком, который впоследствии вновь воссоединил его после смерти брата. По другой версии, Спарадок был парадинастом («соправителем царя») одной из областей государства, а не царём. В таком случае преемником Тереса был Ситалк.
Историки приводят различные даты прихода к власти Ситалка. П. Шох-Бодмер считал, что при имеющейся источниковой базе невозможно определить время смены власти в Одрисском царстве. М. Тачева, Д. Попов и К. Порожанов датировали событие временем «около 444 года до н. э.», Е. И. Паунов — периодом между 445 и 435 годами до н. э., К. А. Анисимов — 447—445 годы до н. э.
Упоминание о первых годах царствования Ситалка содержится у Диодора Сицилийского. Античный историк писал, что вначале Ситалк правил небольшим государством, однако «своим мужеством и мудростью значительно расширил свою власть». К. А. Анисимов отмечает некоторую несогласованность данных Диодора. Могущественное Одрисское царство создал ещё отец Ситалка Терес. В изложении же Диодора, Ситалк начинал править небольшим государством. Такое несоответствие возможно объяснить кризисом престолонаследия, когда на момент воцарения Ситалка существовало несколько претендентов на трон, каждый из которых управлял той или иной частью царства Тереса. Следовательно, Ситалк был вынужден повторно покорять восставшие племена.
Косвенно данную гипотезу подтверждает Геродот. «Отец истории» писал, что из Одрисского царства бежал в Скифию брат Ситалка. Вскоре, после свержения к Ситалку бежал скифский царь Скил. Его преемник Октамасад был готов со своим войском вторгнуться в Одрисское царство, но Ситалк предложил обменяться беглецами, что и предотвратило войну. Причиной бегства одрисского царевича к скифам, предположительно, была опасность для жизни после поражения в борьбе за власть. По мнению З.-Г. Арчибальд данный эпизод можно датировать «самое позднее 440-ми годами до н. э.».
После восстановления целостности Одрисского царства Ситалк провёл несколько военных кампаний. На западе были покорены племена проживавшие в верхнем течении Стримона, в Софийской котловине и вдоль реки Искыр. Пеонийские племена Верхнего Стримона были покорены до начала Пелопоннесской войны в 431 году до н. э. Время завоевания треров и тилатеев на северо-западе неизвестно. На юго-западе под власть Ситалка попали бистоны.

### Поход против пеонов
Информация о походе Ситалка против пеонов в античных источниках чрезвычайно скудна. Она ограничивается упоминанием Фукидида при описании вторжения в Македонию о том, что такой поход состоялся некогда ранее. Историкам практически ничего достоверно неизвестно о времени, причинах и поводе для войны с пеонами. Реконструкция событий предполагает множество гипотез и допущений.
Х. Данов и А. Фол считали, что поход состоялся до 431 года до н. э. Их аргументация основана на том, что Фукидид в своей «Истории», посвящённой Пелопоннесской войне, которая началась в 431 году до н. э., не осветил деталей войны Ситалка с пеонами. По мнению Г. Митрева, данный аргумент не является особо убедительным, так как античного историка интересовали события в Греции, а не на территориях варваров. Он считал, что событие следует датировать 431/430 годом до н. э. Завоевание области пеонов историк рассматривал в качестве промежуточного этапа подготовки к вторжению в Македонию.
Фукидид при описании войска Ситалка в 429 году до н. э. писал, что из пеонийских племён ему были подвластны агриане и леи. За Стримоном начиналась область «независимых от него [Ситалка] пеонов».

### Союз с Афинами
Противостояние между Афинами и Одрисским царством завершилось ещё при преемнике Ситалка Спарадоке. В 447 году до н. э. афинский стратег Перикл совершил экспедицию на Херсонес Фракийский, провёл поперёк перешейка укрепления, чтобы предотвратить набеги фракийцев. Как писал Плутарх, Перикл «положил конец непрерывной, тяжёлой войне, от которой постоянно страдала эта земля, бывшая в непосредственном соприкосновении с варварами-соседями и наполненная разбойничьими шайками, как пограничными, так и находившимися в её пределах». Предположительно, условия договора между афинянами и одрисами включали выплату дани городами северного побережья Эгейского моря и Херсонеса одрисам, при сохранении их членства в Афинском морском союзе.
Впоследствии, при Ситалке, взаимоотношения между Одрисским царством и Афинами существенно улучшились. К 437/436 году до н. э. одрисы не воспрепятствовали основанию Амфиполя в регионе, в котором до этого фракийцы не допускали греческой экспансии. Также, Ситалк женился на гречанке из Абдер. Афиняне использовали влияние на Ситалка его зятя Нимфодора Абдерского для заключения союза. Осенью 431 года до н. э. Нимфодор прибыл в Афины и заключил союз между афинянами и одрисами. Одновременно, сам Нимфодор стал афинским проксеном, а сын Ситалка Садок — афинским гражданином. Вследствие этого в Афинах появилась фракийская диаспора, а в 430 году до н. э. даже был введен культ и празднества в честь фракийской богини Бендиды.
Мотивом одрисского царя при заключении союза с Афинами могло быть желание захватить территории к югу от Родопских гор, афинян — воспользоваться военной помощью одрисов для ослабления македонян, которые угрожали их влиянию на Халкидиках. При заключения союза сын Ситалка Садок, первым из всех фракийцев, получил афинское гражданство. Нимфодор в Афинах также обещал уговорить Ситалка отправить на помощь афинянам войско. После этого он примирил македонского царя Пердикку II с афинянами. В условия мирного договора входил возврат македонянам Фермы, а также присоединение македонян к походу против халкидян.
Все это время пировал с Ситалком я.

Необычайно предан он афинянам.

На всех стенах в знак этой дружбы искренней

Он написал: «Афиняне хорошие».

А сын его, которого в афиняне

Мы здесь произвели, колбас аттических

Поесть желает и помочь отечеству

Просил отца. И тот клялся за выпивкой

Помочь такою ратью, что афиняне

Воскликнут: «Саранча идет во множестве».
Верность союзу Ситалк подтвердил летом 430 года до н. э., когда выдал афинянам коринфянина Аристея вместе с тегейским, аргосским и тремя спартанскими послами, которые попытались переманить одрисов на сторону врагов Афин. При дворе Ситалка постоянно находились влиятельные афинские граждане. В 430 году до н. э. это были Леарх и Аминиад, в 429-м – Гагнон, основатель Амфиполя; в какой-то момент послом при Ситалке был, судя по всему, также Феор.
В комедии 425 года до н. э. «Ахарняне» Аристофан иронизировал над афинско-одрисским союзом. Данный факт свидетельствует о его существовании в 425 году до н. э. Также Ситалка упомянул и другой афинский комедиограф Гермипп. В его изложении корабли от Ситалка везли врагам Афин лакедемонянам чесотку.

### Фракийско-македонские отношения. Вторжение Ситалка в Македонию
В 454 году до н. э. после 45-летнего правления умер царь Македонии Александр I. Страна была разделена между его сыновьями, что вылилось в вооружённое противостояние в 440—430-х годах до н. э. В конечном итоге Пердикка II воссоединил Македонию. Брат Пердикки II Филипп был вынужден бежать ко двору правителя Элимеи Дерды I, а затем к Ситалку. Беглый македонский царевич с помощью одрисов надеялся свергнуть Пердикку II и получить власть. Ситалк обещал ему помощь. Одновременно, при содействии зятя Ситалка Нимфодора афиняне, которые вели войну с Пердиккой II на Халкидиках, заключили с одрисами антимакедонский союз. Однако, Пердикка II отправил к Ситалку послов. С помощью Нимфодора он смог заключить мир с Ситалком, который предполагал также окончание военных действий с афинянами. Историкам неизвестно, что Пердикка II обещал Ситалку, однако, согласно Фукидиду, он не сдержал своих обещаний.
В 429 году до н. э. Ситалк вторгся в Македонию. В историографии имеются как минимум две противоположные гипотезы относительно поводов и причин начала похода. По одной версии, Ситалк напал на Македонию из-за невыполнения Пердиккой II своих обещаний. Возможно, начать войну Ситалка убедили афиняне. В этом контексте непродолжительное перемирие могло быть использовано афинянами и одрисами для подготовки к вторжению. К началу похода брат Пердикки II Филипп умер. Однако его сын Аминта находился при Ситалке в качестве наследника престола, которого одрисский царь намеревался назначить формальным македонским царём. Также в одрисском войске был представитель афинян Гагнон из Амфиполя.
Согласно Фукидиду, войско Ситалка насчитывало 150 тысяч фракийцев; Диодор Сицилийский оценивал их численность в 120 тысяч пехоты и 50 тысяч конницы. Оценки численности фракийского войска могут быть преувеличенными, однако они свидетельствуют о явном численном преимуществе над македонянами.
Македонские войска не решились дать бой Ситалку. Они заняли укрепления и выбрали партизанскую тактику ведения войны, нападая на неприятеля везде, где представлялся удобный случай. Войска Ситалка вторглись в Македонию в области русла реки Аксия, затем повернули на восток и разграбили Анфемунт, Мигдонию и Крестонию, а также захватили ряд населённых пунктов. Остаётся неясным, почему Ситалк не направил своё войско на запад к наиболее крупным городам Македонии Пелле и Эгам. Возможно, к македонянам пришли подкрепления из соседних племён. Также не исключено, что Ситалк изначально не планировал захватывать западную часть Македонии, что предполагало осаду крупных городов и крепостей. Ещё по одной версии, одрисы ожидали прибытия афинского флота, который бы обеспечил морские операции.
Несмотря на преимущество в численности и ряд военных успехов, войско Ситалка через месяц было вынуждено вернуться домой. Историки выделяют три возможных причины таких действий одрисского царя. Во-первых, афиняне не выполнили своих обязательств и не прислали на помощь Ситалку свой флот. Во-вторых, громадная армия испытывала недостаток в провизии и страдала от холода. В-третьих, Пердикка II смог привлечь на свою сторону племянника Ситалка Севта, которому пообещал в жёны свою сестру Стратонику и богатое приданое. Возможно и сочетание нескольких из перечисленных факторов. У афинян могло быть несколько причин не оказать помощь Ситалку — задержка кораблей на основном театре Пелопоннесской войны, а также боязнь чрезмерного усиления Одрисского царства, превращение его в македоно-фракийское варварское государство на севере Эгейского моря. К тому же их устраивало обоюдное ослабление двух северных балканских государств.

### Последняя кампания
При описании событий 424 года до н. э. Фукидид писал, что «в дни событий при Делии умер Ситалк, царь одрисов, во время похода на трибаллов, в битве с которыми он потерпел поражение. Царем одрисов и остальной Фракии, как и Ситалк, стал его племянник Севт, сын Спарадока», который ещё при жизни дяди был вторым человеком в государстве. В этом контексте историки приводят несколько гипотез относительно фрагмента из «Письма Филиппа»: «Или, как после смерти Ситалка, которому вы [афиняне] дали права гражданства, вы сейчас же завязали дружбу с его убийцей». Возможно, Филипп II писал о насильственной смерти царя одрисов Ситалка, вследствие заговора, в котором участвовал его преемник Севт с македонским царём Пердиккой II. Возможно, в данном случае речь шла о сыне царя, названному по имени отца, Ситалком.

### Семья
Согласно данным из античных источников у Ситалка был по меньшей мере один сын Садок. Возможно, кроме Садока у Ситалка были ещё два сына — Терес и Ситалк. Их связь с Ситалком имеет предположительный характер. Терес, согласно Ксенофонту, «сын Одриса [какого-то древнего царя]», был парадинастом так называемой области «Дельта» севернее Византия. С Ситалком-младшим могут отождествлять упомянутого Филиппом II Македонским персонажа в письме афинянам: «как после смерти Ситалка, которому вы дали права гражданства, вы сейчас же завязали дружбу с его убийцей». Возможно, под убийцей Ситалка-младшего подразумевался царь Котис I. Согласно одному из «невнятных» схолиев к «Ахарнянам» Аристофана, «Ситалк» и «Терес» могли быть формами имени Садока.

## Одрисское царство при Ситалке
Исконные земли одрисов располагались в долине Гебра. Через эту реку пролегал главный торговый путь в восточные земли Балканского полуострова. Контроль над рекой давал одрисам стратегические преимущества. Согласно данным археологии, династический могильник и, соответственно, главное поселение государства располагалось в области современного Мезека, неподалёку от места слияния Гебра и Арды. По другой версии, у одрисов во время Ситалка не было столичного города, так как одрисские цари постоянно переезжали из одной вооружённой резиденции в другую.
При описании войска Ситалка, которое вторглось в Македонию, Фукидид перечисляет его национальный состав. Хоть данный список и неполный, он позволяет составить ориентировочную карту Одрисского царства. На севере у Дуная жили геты, которые были представлены в войске преимущественно конными лучниками. В области Родопских гор проживали дии. Западно-южные области царства населяли пеонийские племена, а северо-западные — треры и тилатеи. Естественной границей государства был горный хребет Витоши. Согласно Фукидиду, Одрисское царство простиралось «вдоль морского побережья от города Абдер до Евксинского понта, именно до реки Истра. Этот край можно кратчайшим путем объехать на купеческом корабле за четверо суток, если непрерывно дует попутный ветер. По суше же путнику налегке надо идти из Абдер до Истра кратчайшим путем 11 дней. Таково было протяжение державы одрисов по морскому побережью. Внутри же страны, где она больше всего удалена от моря, хороший пешеход может пройти путь от Византия до земли лееев и реки Стримон за 13 дней. Подати со всей варварской земли и с эллинских городов5 при Севфе6, наследнике Ситалка (когда они были самыми большими), составляли в деньгах сумму около 400 талантов серебра и вносились серебром и золотом. Подносились также и дары золотом и серебром, по стоимости равноценные податям (помимо искусно и пестро расшитых и простых тканей и всякой утвари), и не только самому царю, но также его соправителям и знатным одрисам». Диодор Сицилийский привёл сходные характеристики Одрисского царства: «чтобы пройти от моря во внутренние части страны [Ситалка], требовалось тринадцать дней пути налегке». Годовой доход Одрисского царства при Ситалке, согласно этому античному автору, составлял более тысячи талантов, а войско во время вторжения в Македонию насчитывало 120 тысяч воинов и 50 тысяч всадников. При Ситалке фракийцы ощутили свою военную мощь. Для них Ситалк стал легендарным героем, что нашло отображение в возникновении военной песни «ситалки», которую упоминал Ксенофонт.
Такое громадное по античным меркам государство не могло быть унитарным. К примеру, племена родопских горцев сохранили формальную независимость. Отношения с гетскими племенами у одрисов можно назвать союзными. Одновременно, существовал институт «ставленников царя», которых в источниках могут называть «парадинастами», «архонтами» и «стратегами». По одной из версий, парадинасты появились в Одрисском царстве именно при Ситалке. После восстановления контроля над восставшими племенами в начале правления Ситалк, предположительно, уничтожил местные элиты, место которых заменили его родственники-ставленники парадинасты. Фукидид упоминает двух парадинастов при Ситалке — племянника и преемника Севта, а также сына Садока.

## Оценки
Диодор Сицилийский назвал Ситалка храбрым и одарённым талантами царём, который справедливо управлял своими подданными. По мнению античного историка, главным стремлением Ситалка было увеличение своих владений. В конечном итоге он создал самое большое государство во Фракии, которое начиналось во владениях абдеритов на юге и заканчивалось Истром на севере.
Ситалк является наиболее важной и известной фигурой фракийской истории V века до н. э. При нём Одрисское царство достигло пика своего могущества. Античные источники представляют Ситалка грамотным и талантливым военачальником, храбрым воином, справедливым судьёй и искусным дипломатом. Он умело использовал противоречия в скифском царском роде, что позволило ему обезопасить северные границы своего государства. Во время его правления Одрисское царство достигло своего расцвета и наибольших границ. В условиях междоусобной Пелопоннесской войны между двумя группами греческих городов-государств, Ситалк, которому подчинялась большая часть Балкан, стал выгодным союзником для каждой из сторон.
А. Фол отмечал, что мощь Одрисского царства при Ситалке не была заслугой царя. Она стала закономерным следствием развития государства, заложенным при предшественниках Ситалка. Одновременно Ситалк, по мнению историка, принял неверное направление внешней политики. Вместо того, чтобы захватить порты на севере Эгейского моря, что позволило бы ему активно продвигать свои интересы в регионе, Ситалк был занят покорением племён, которые ему никак не угрожали. Ю. Борза, считал, что хоть при Ситалке Одрисское царство и переживало свой расцвет, действия царя привели к его последующему угасанию. Если бы Ситалк развил свой первоначальный успех при вторжении в Македонию, либо соединил свои силы с македонским царём Пердиккой II, то он смог бы диктовать свою волю греческим полисам. Впоследствии, через 80 лет, уже македонский царь Филипп II покорил земли одрисов и смог установить свою гегемонию в Греции. Ситалк, в отличие от Филиппа II, отказался от вмешательства во внутригреческие дела и покорения соседнего государства.

### Исследования
- Анисимов К. А. Парадинасты в территориальной структуре Одрисского царства V—IV вв. до н.э. // ДРЕВНИЙ МИР: история и археология Труды Международной научной конференции «Дьяковские чтения» кафедры истории древнего мира и средних веков им. проф. В.Ф. Семенова МПГУ. — 2016. — С. 120—125.
- Анисимов К. А. Забытый фракийский царь Спарадок // Thracia Balcanica. — София, 2022. — № 1. — С. 183—198. — ISSN 2815-3332.
- Анисимов К. А. Дипломатия одрисов: между скифами и персами // Тульский научный вестник. Серия История. Языкознание. — 2022. — Вып. 2, № 10. — С. 20—30. — doi:10.22405/2712-8407-2022-2-20-30.
- Анисимов К. А. К вопросу о распаде Одрисского царства в начале правления царя Ситалка // Византийский клуб. Альманах. — Белгород: "ПОЛИТЕРРА", 2023. — С. 5—11.
- Анисимов К. А. Амадоки и одрисы. Об одном вопросе генеалогии одрисских Тересидов // XXV Боспорские чтения. — Симферополь; Керчь, 2024. — С. 16—22.
- Анисимов К. А. Македонский поход царя Ситалка: цели и задачи одрисского царя // Классическая и византийская традиция. 2024: сборник материалов XVII международной научной конференции. — 2024. — С. 25—28.
- Арчибальд З.-Г. Глава 9e. Фракийцы и скифы. I. Основатели Одрисского царства — Тер и Ситалк // Кембриджская история древнего мира. — М.: Ладомир, 2017. — Т. VI. Первый полутом. — С. 527—535. — ISBN 978-5-86218-544-7.
- Борза Ю. История античной Македонии (до Александра Великого) / пер. с англ. М. М. Холода при участии А. Бодрова, О. и В. Иванцовых, 3. Барзах; научная ред. и вступ. статья М. М. Холода; приложения М. М. Холода, Э. Д. Фролова и Ю. Н. Кузьмина. — СПб.: Нестор-История, 2013. — 592 с. — (Историческая библиотека). — ISBN 978-5-44690-015-2.
- Златковская Т. Д. Возникновение государства у фракийцев VII—V вв. до н. э. / ответственный редактор С. А. Токарев. — М.: Наука, 1971.
- Митрев Г. Пеонският военен поход на одриския цар Ситалк (болг.) // Империи и имперско наследство на Балканите. Сборник в чест на 70-годишнината на проф. Людмил Спасов. — Пловдив: Пловдивски университет „Паисий Хилендарски“, 2019. — Т. Ι. — С. 27—34. — ISBN 978–954–8536–32–5.
- Попов Д.[болг.]. Траки (болг.). — София: Изток-Запад, 2011. — ISBN 978-954-321-869-1.
- Порожанов К. Одриското царство, полисите по неговите крайбережия и Атина от края на VI век до 341 г. пр. Хр. (болг.). — второ преработено и допълнено издание. — София: Рал-Колобър, 2021.
- Тачева М.[болг.]. Царете на древна Тракия (болг.). — София: АГАТО Publishers, 2006. — Т. 1. — 244 с. — ISBN 954-8761-73-4.
- Фол А.[болг.]. Политическа история на Траките (болг.). — София: Наука и изкуство, 1972.
- Шофман А. С. История античной Македонии. — Казань: Издательство Казанского университета, 1960. — Т. 1: Доэллинистическая Македония. — 300 с. — 700 экз.
- Arcibald Z. H. The Odrysian Kingdom of Thrace. Orpheus Unmasked (англ.). — Oxford: Clarendon Press, 1998. — ISBN 0-19-815047-4.
- A Companion to Ancient Thrace (англ.) / Edited by Julia Valeva, Emil Nankov, and Denver Graninger. — John Wiley & Sons, Inc, 2015. — ISBN 978-1-4443-5104-0.
- Schoch-Bodmer P. Sitalkes 1 // Paulys Realencyclopädie der classischen Altertumswissenschaft :  [нем.] / Georg Wissowa. — Stuttgart : J. B. Metzler’sche Verlagsbuchhandlung, 1927. — Bd. III A,1. — Kol. 377—381.
- Vasilev M. The Military-Political Campaign of Sitalces against Perdiccas II and Chalcidians (431-429 BC) (англ.) // Ziva Antika. — Skopje, 2011. — Iss. 61. — P. 15—38.